# Jonas Friedrich Leonhardi

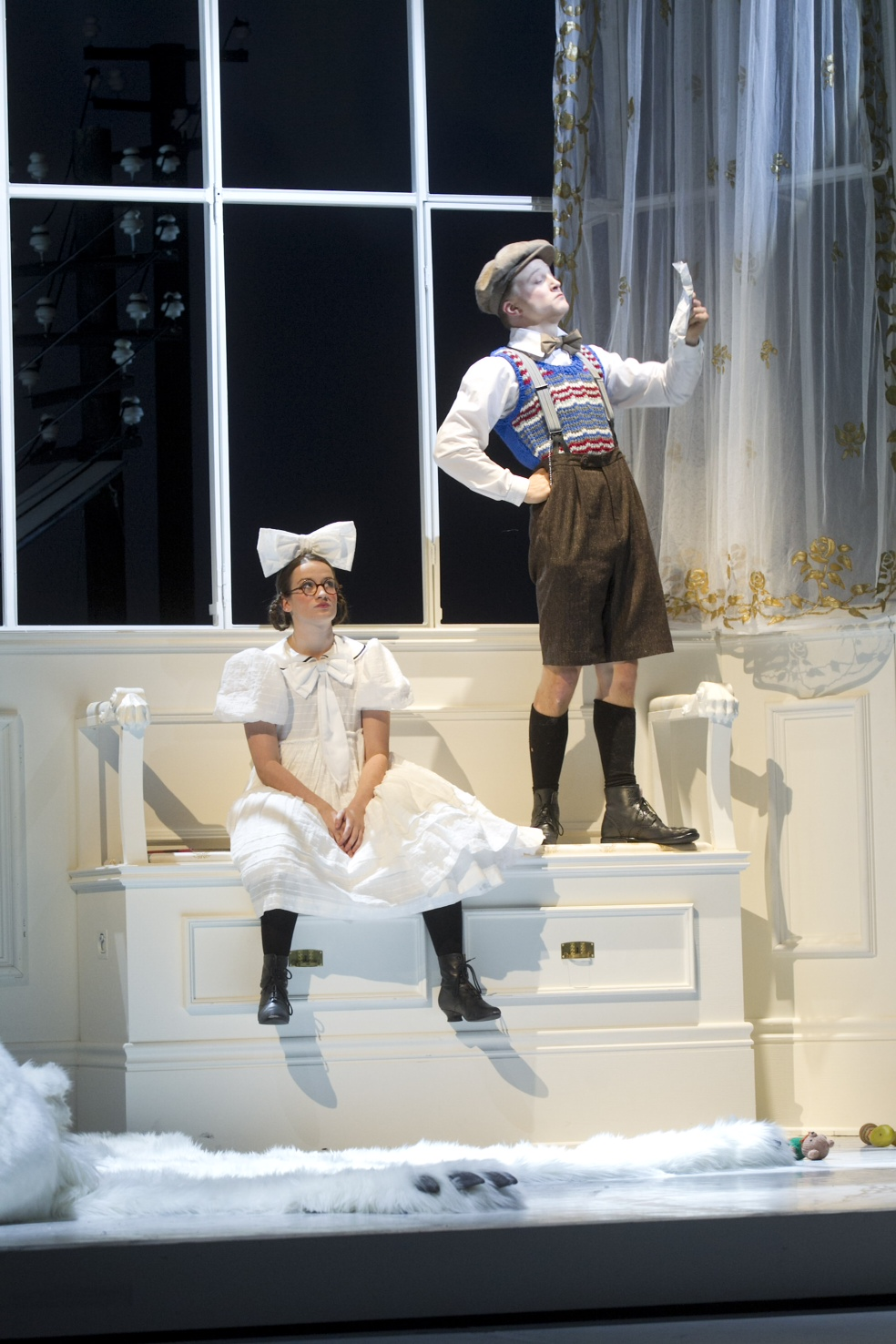
Jonas Friedrich Leonhardi als Klaus Erich Kästners Stück „Klaus im Schrank oder Das verkehrte Weihnachtsfest“ am Staatsschauspiel Dresden 2013

Jonas Friedrich Leonhardi (* 1990 in Oschatz) ist ein deutscher Schauspieler.

## Leben und Karriere
Erste Theatererfahrungen sammelte Jonas Friedrich Leonhardi in den Jugendclubs des Societaetstheaters und des H.O.-Theaters Dresden. Nach dem Abitur studierte er von 2009 bis 2012 an der Hochschule für Musik und Theater Felix Mendelssohn Bartholdy in Leipzig. In den Spielzeiten 2011/2012 und 2012/2013 gehörte er zum Schauspielstudio am Staatsschauspiel Dresden. Seit der Spielzeit 2016/2017 ist Jonas Friedrich Leonhardi Ensemblemitglied am Düsseldorfer Schauspielhaus.
In der Spielzeit 2013/2014 spielt Jonas Friedrich Leonhardi die Titelrolle in der deutschsprachigen Erstaufführung des Theaterstücks Supergute Tage oder Die sonderbare Welt des Christopher Boone nach dem gleichnamigen Roman von Mark Haddon am Staatsschauspiel Dresden.
Gleichzeitig ist Jonas Friedrich Leonhardi für Film und Fernsehen tätig. In der Dramaserie 14 – Tagebücher des Ersten Weltkriegs verkörpert er den späteren Schriftsteller Ernst Jünger. Im ersten Teil einer Spielfilmtrilogie zum Thema des Nationalsozialistischen Untergrunds "Heute ist nicht alle Tage" (Arbeitstitel) spielt er "den Cousin von Beate Zschäpe, einen Punk, der zum Neonazi wird." Im Kinofilm Paula  spielt er den Künstler Heinrich Vogeler.
Jonas Friedrich Leonhardi lebt in Düsseldorf.

## Theatrografie
- 2010: Der Turm nach Uwe Tellkamp (Siegbert/Kaminski; Regie: Wolfgang Engel)
- 2011: Der Kaufmann von Venedig von William Shakespeare (Solanio; Regie: Tilmann Köhler)
- 2012: Das normale Leben oder Körper und Kampfplatz von Christian Lollike (C; Regie: Hauke Meyer)
- 2012: Nichts. Was im Leben wichtig ist nach Janne Teller (Jan-Johann; Regie: Tilmann Köhler)
- 2012: Hamlet von William Shakespeare (Rosenkranz; Regie: Roger Vontobel)
- 2013: Leben des Galilei von Bertolt Brecht (Ludovico Marsili; Regie: Armin Petras)
- 2013: Die Ratten von Gerhart Hauptmann (Bruno/Dr. Kegel; Regie: Susanne Lietzow)
- 2013: Supergute Tage oder Die sonderbare Welt des Christopher Boone von Simon Stephens (Christopher; Regie: Jan Gehler, deutschsprachige Erstaufführung am 15. September 2013)
- 2013: Klaus im Schrank oder Das verkehrte Weihnachtsfest von Erich Kästner (Klaus; Regie: Susanne Lietzow, Uraufführung am 3. November 2013)[7]
- 2014: Der aufhaltsame Aufstieg des Arturo Ui von Bertolt Brecht (Der junge Dogsborough; Regie: Tilmann Köhler)
- 2014: Die Dämonen (Dostojewski) nach dem Roman von Fjodor Michailowitsch Dostojewski (Schatow; Regie: Friederike Heller)
- 2015: Amerika nach dem Roman von Franz Kafka (Karl Roßmann; Regie: Wolfgang Engel)
- 2016: Terror von Ferdinand von Schirach (Rolle: Lars Koch, der Angeklagte; Regie: Burghart Klaußner)
- 2016: Käthchen von Heilbronn nach der Erzählung von Heinrich von Kleist (Knecht; Regie: Simon Solberg)
- 2016: In 80 Tagen um die Welt nach dem Roman von Jules Verne (Jean Passepartout; Regie: Leonard Koppelmann und Peter Jordan)
- 2017: Der Sandmann nach der Erzählung von E.T.A. Hoffmann (Lothar; Regie: Robert Wilson)
- 2017: Orestie von Aischylos (Orestes; Regie: Simon Solberg)
- 2017: Die Dreigroschenoper von Bertolt Brecht mit Musik von Kurt Weill (Regie: Andreas Kriegenburg)
- 2018: Don Karlos von Friedrich Schiller (Don Karlos; Regie: Alexander Eisenach)
- 2018: Nathan (to go) von Gotthold Ephraim Lessing (Ein junger Tempelherr; Regie: Robert Lehniger)
- 2019: Bungalow nach dem Roman von Helene Hegemann (Iskender; Regie: Simon Solberg)
- 2019: Coriolan von William Shakespeare (Tullus Aufidius, Oberster Feldherr der Volsker; Regie: Tillmann Köhler)
- 2019: Die Entdeckung des Himmels nach dem Roman von Harry Mulisch (Quinten Quist; Regie: Matthias Hartmann)
- 2020: Leben des Galilei von Bertolt Brecht (Regie: Lars-Ole Walburg)

## Filmografie
- 2008: HARRY, MDR (Regie: Robert Heber)
- 2010: Die Machtergreifung, ARD
- 2012: Musikvideo zu Von Anfang an, Letzte Instanz (Regie: Nepomuk V. Fischer)
- 2013: Polizeiruf 110: Bullenklatschen, ARD (Regie: Thorsten Schmidt)
- 2013/2014: 14 – Tagebücher des Ersten Weltkriegs, ARTE/ARD (Rolle: Ernst Jünger; Regie Jan Peter)
- 2014: Blindgänger, ZDF (Regie: Peter Kahane)
- 2014: Der Überfall, ZDF (Regie: Gordian Maugg)
- 2014: SOKO Leipzig, ZDF (Regie: Andreas Morell)
- 2016: Die Täter – Heute ist nicht alle Tage, ARD (Regie: Christian Schwochow)
- 2016: Paula, Kinofilm (Rolle: Heinrich Vogeler; Regie: Christian Schwochow)
- 2017: Letzte Spur Berlin – "Freispruch", ZDF (Regie: Stefan Kornatz)
- 2017: SOKO Leipzig – "Aus der Deckung", ZDF (Regie: Jörg Mielig)
- 2018: Die Aldi-Brüder, ARD (Regie: Raymond Ley)
- 2019: Unterm Birnbaum, Krimidrama frei nach Theodor Fontane, ZDF/ARTE (Regie: Uli Edel)[8]
- 2021: Tatort: Masken

## Auszeichnungen
- 2012: Max-Reinhardt-Preis anlässlich des Theatertreffens deutschsprachiger Schauspielstudierender in Wien (Hauptpreis der Jury für eine herausragende Ensemble-Leistung)[9]
- 2015: Erich-Ponto-Preis[6] für herausragende künstlerische Leistungen